# Publius Servilius Rullus
Publius Servilius Rullus est un tribun de la plèbe à Rome en 63 av. J.-C. qui proposa une réforme agraire radicale.
Selon Lucien Jerphagnon qui critique sa démagogie, Rullus "affichait son populisme par une mise débraillée et un parler volontairement gras".
Il propose une loi agraire (Lex Servilia) tendant à faire vendre au profit du peuple toutes les terres de l'ager publicus dans les provinces, et à faire acheter avec le produit de la vente des champs en Italie pour les distribuer aux pauvres.
Cicéron, alors consul, parvint, par son éloquence, à faire rejeter par le peuple lui-même cette loi populaire. Il prononce à cette occasion quatre discours, dont trois nous sont conservés (De Lege agraria contra Rullum).